# TJ Slovan Havířov
TJ Slovan Havířov je florbalový klub z Havířova.
Klub byl založen v roce 2003 pod názvem SFK Havířov. V roce 2010 se klub včlenil do TJ Slovan Havířov.
Tým mužů hraje od sezóny 2025/2026 Divizi, tedy čtvrtou nejvyšší mužskou florbalovou soutěž v Česku. V pěti sezónách 2017/2018 až 2021/2022 hrál 1. ligu mužů, druhou nejvyšší soutěž. První sezóna v 1. lize, ve které si tým zajistil další účast již 9. místem v základní části, byla zároveň pro tým nejúspěšnější.

## Mužský tým
| Sezóna    | Úroveň | Soutěž       | Umístění | Poznámka                                                                   |
| --------- | ------ | ------------ | -------- | -------------------------------------------------------------------------- |
| 2016/2017 | 3      | Národní liga |          | Vítězství ve finále play-off proti Z.F.K. Petrovice – Postup do vyšší ligy |
| 2017/2018 | 2      | 1. liga      | 9.       | Udržení v lize                                                             |
| 2018/2019 | 2      | 1. liga      | 10.      | Výhra v 1. kole play-down proti Z.F.K. AQM Petrovice                       |
| 2019/2020 | 2      | 1. liga      | 12.      | Sezóna ukončena před zahájením play-down proti 1. FBK Rožnov p/R.          |
| 2020/2021 | 2      | 1. liga      | 12.      | Sezóna ukončena po neúplných sedmi odehraných kolech základní části        |
| 2021/2022 | 2      | 1. liga      | 14.      | Prohra v play-down proti Z.F.K. Petrovice – Sestup do nižší ligy           |
| 2022/2023 | 3      | Národní liga |          | Vypadnutí ve čtvrtfinále play-off proti S.K. P.E.M.A. Opava                |
| 2023/2024 | 3      | Národní liga |          | Výhra v baráži proti Hornets Brno ZŠ Horní                                 |
| 2024/2025 | 3      | Národní liga |          | Prohra v play-down proti S.K. P.E.M.A. Opava – Sestup do nižší ligy        |